# Tranvia di Pavia
La tranvia di Pavia era una linea tranviaria urbana che serviva la città di Pavia attraversandola da ovest a est. Attivata nel 1913 e prolungata a più riprese, venne soppressa nel 1954.

## Storia
All'inizio del XX secolo l'amministrazione comunale di Pavia necessitava di ammodernare i servizi di trasporto urbano, allora basati su corse di vetture da piazza svolte dai cosiddetti brumisti e sul collegamento regolare di omnibus svolto dalla Gaetano Del Bo e figli.
Erano gli anni in cui la trazione elettrica si stava rapidamente diffondendo nei mezzi per il trasporto pubblico locale; il primo progetto per un servizio di questo genere a Pavia fu presentato nel 1904 dalla Ingegner C. Frigerio & C., non venendo accolto dal Comune a causa degli ingenti investimenti richiesti. Un secondo progetto, propugnato nel 1910 dall'avvocato Galbarini, prevedeva due linee da realizzarsi in un'unica soluzione; nemmeno tale iniziativa vide la realizzazione, anche a causa di una crisi nella giunta municipale.

### Costruzione e municipalizzazione

Tram in piazza Municipio

Nel 1912 fu infine emesso il bando per la costruzione del tratto principale comune ai precedenti progetti, fra la stazione ferroviaria e piazza del Municipio, il cui appalto fu assegnato l'anno successivo alla Società Italiana per la trazione elettrica di Milano; la limitazione a piazza Municipio consentiva di evitare l'allargamento della stretta via Volta o l'approntamento di un percorso carrabile lungo il bastione per raggiungere Porta Garibaldi. I relativi lavori iniziarono nel 1911 e comportarono fra l'altro la realizzazione di un importante manufatto sotterraneo legato alla presenza del corso d'acqua noto come roggia Carona.
Restava da affrontare la questione se affidare l'esercizio alla medesima società milanese o, ai sensi del parere della Commissione reale del 15 maggio 1912 in merito alle deliberazioni consiliari dell'1 e 16 aprile, direttamente all'amministrazione municipale. In seguito al referendum tenuto il 30 giugno 1912 la seconda opzione vinse con 1785 voti a favore e 539 contrari.
La linea, concessa con Regio Decreto del 20 aprile 1913, fu ufficialmente inaugurata il giorno 8 maggio. Per la fornitura dell'energia elettrica necessaria all'esercizio era stato stipulato un contratto con la Società Pavese di Energia Elettrica "Alessandro Volta". La lunghezza dell'impianto, dalla stazione ferroviaria a piazza del Municipio, ammontava a 2,3 km.

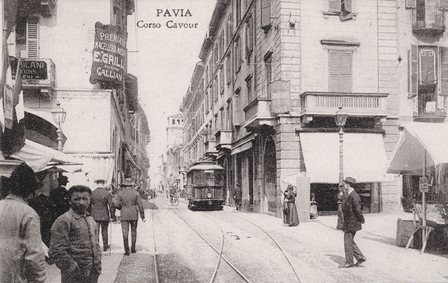
Tram in Corso Cavour nel 1913

In accordo con la riorganizzazione in atto dei servizi municipali, nel 1915 la gestione del servizio tranviario passò alla Aziende Municipalizzate Pavia - Gas e Tramvia elettrica, società che accorpava anche il servizio cittadino di produzione e gestione del gas, a sua volta municipalizzato nel 1905. Nel medesimo anno si attuò il prolungamento del servizio fino all'Orto Botanico, proprio accanto al nuovo deposito-officina aziendale, aperto in quel periodo. Pur con tale prolungamento, i dati di traffico non risultarono peraltro tali da impedire le perdite consistenti registrate fino al 1920. In tale scenario l'ipotizzato prolungamento verso est fino a Santa Teresa, oggetto di studi comparati da parte dell'ingegnere milanese Gaetano Ganassini, non poté essere attuato, anche a causa del mutato clima politico che aveva portato la partecipazione dell'Italia alla prima guerra mondiale.
Nel 1927 si ebbe un nuovo cambio di denominazione dell'azienda esercente, dopo l'acquisizione della gestione dell'acquedotto, la quale divenne Aziende Municipalizzate Pavia - Gas, Tramvia elettrica e Acquedotto; nel medesimo anno fu riproposto il prolungamento verso viale del Cimitero, a Santa Teresa, attivato, per le difficoltà di costruzione, solo il 24 maggio 1931.

### Le estensioni della linea

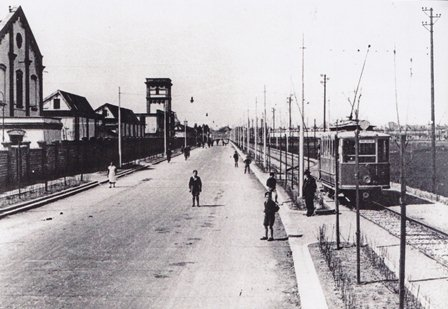
Tram presso gli stabilimenti SNIA Viscosa

Fra il 1931 e il 1932 venne raddoppiato il binario in via Scopoli e il 24 settembre 1932 fu attivato un secondo prolungamento, fra la stazione ferroviaria e il nuovo Policlinico di Pavia, posto più a nord; la sua realizzazione comportò una modifica al capolinea antistante la stazione stessa e la costruzione di un importante manufatto in cemento armato per l'attraversamento della ferrovia Milano-Genova.
Due anni dopo si avviarono i lavori per il prolungamento, già previsto in origine, da Santa Teresa a San Pietro in Verzolo, a servizio delle realtà industriali presenti nella zona, prima fra tutte la SNIA Viscosa; per quest'ultimo tratto fu necessaria la sistemazione del bastione, che venne trasformato in una strada alberata che prese il nome di viale Gorizia. Tale tratto fu inaugurato il 28 ottobre 1924. Nel medesimo anno si costruì anche l'ultimo prolungamento della linea, in direzione ovest, fra il Policlinico e gli istituti universitari, in attuazione dell'accordo fra la civica amministrazione e la Regia Università. Tale tratta, lunga 640 metri, richiese importanti lavori di adeguamento della viabilità e fu attivata nei primi mesi del 1935.

### Un rapido declino
Con propria circolare n. 2250-678 del 27 maggio 1938 il Ministero delle comunicazioni segnalava ai Comuni la propria preferenza per i sistemi filoviari in ambito urbano: le condizioni di degrado degli impianti pavesi, che risentivano delle forzate economie a cui l'amministrazione municipale era stata costretta a ricorrere, fecero propendere quest'ultima per un piano di completa sostituzione della tranvia con il suddetto sistema. Lo scoppio della seconda guerra mondiale ritardò di poco tali piani: il 4 febbraio 1952 venne inaugurata la nuova filovia di Pavia, che inizialmente affiancò la linea tranviaria.
Nel 1953 la tranvia giunse a trasportare 3.841.918 passeggeri, impiegando una forza lavoro che ammontava a 68 dipendenti.
L'anno successivo, il 14 febbraio 1954, iniziò la sostituzione del servizio tranviario con autobus gestiti dall'Azienda Servizi Municipalizzati, soppiantando definitivamente il tram. Il percorso della tranvia è oggi coperto dalla linea 3 della rete di autobus urbana pavese, gestita attualmente da Autoguidovie, che ha sostituito nel 2018 il vecchio gestore LINE.

## Caratteristiche

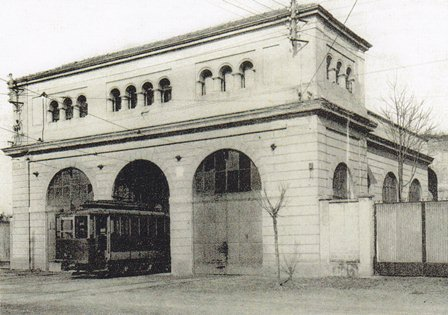
Rimessa tranviaria nei pressi dell'orto botanico

La linea tranviaria pavese risultava lunga complessivamente 4,93 km di cui 2,733 a doppio binario. Lo scartamento adottato era quello classico tranviario di 1.445 mm; l'armamento era realizzato sia con rotaie a gola di tipo Phoenix che con rotaie a fungo di tipo Vignoles, posate su traverse metalliche. La pendenza massima raggiunta era del 50 per mille, con curve il cui raggio minimo risultava di 27 metri. Alcuni tratti di rotaia risultano ancora oggi visibili in viale Vittorio Emanuele II, nei pressi della statua della Minerva, a breve distanza dalla stazione ferroviaria.
L'alimentazione elettrica dei tram avveniva tramite linea aerea di contatto alla tensione di 550 V in corrente continua.
Nella tratta d'origine erano presenti in origine punti d'incrocio a piazza del Municipio, in corrispondenza delle vie Defendente Sacchi e Siro Comi e delle piazze Grande (oggi piazza della Vittoria) e del Tribunale; in piazzale della stazione e via Nizza (poi viale Vittorio Emanuele II) furono posati ulteriori scambi di raccordo.
La rimessa tranviaria, comprendente anche l'officina e gli uffici sociali, sorgeva presso il baluardo Sant'Epifanio, all'interno del bastione dell'Orto Botanico, su un'area di 1200 m².; l'adattamento al nuovo utilizzo di tale struttura, avvenuto nel 1915, impose la costruzione di un raccordo in prolungamento della linea fino a via Scopoli lungo 400 metri, in seguito utilizzato per il prolungamento di 800 metri attuato nel 1931; da via Scopoli, in corrispondenza della curva di accesso alla rimessa, questo imboccava viale Gorizia e rappresentava il punto più prossimo alla stazione ferroviaria di Pavia Porta Garibaldi; in luogo dei due punti d'incrocio inizialmente previsti, lungo questa arteria venne posato il doppio binario. Un punto di incrocio era invece presente a Porta Garibaldi. Da qui il binario impegnava viale Monte Grappa, scavalcava il Naviglio e imboccava il viale del cimitero, ove si trovava un binario di raddoppio per la manovra e la sosta delle vetture. Un altro raddoppio fu attivato nel 1932 in via Scopoli, fra il municipio e via Sant'Epifanio.
Dalla stazione, il cui capolinea fu rimaneggiato nel 1932, la tratta verso l'ospedale impegnava a binario unico via Trieste per proseguire a doppio binario fino a via Vincenzo Monti, per poi ritornare a binario unico, superare la ferrovia e terminare di fronte all'ingresso del Policlinico.

## Materiale rotabile

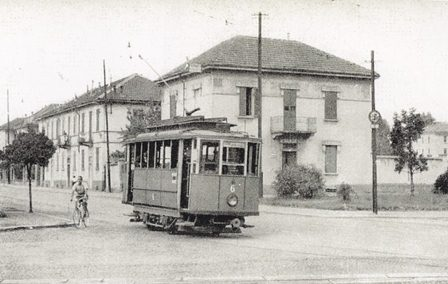
Vettura n. 6 ex Milano a Porta Garibaldi nel 1931

Le vetture e gli impianti di trazione in occasione dell'inaugurazione del servizio furono forniti dalla Thomson-Houston. La dotazione iniziale ammontava a 4 vetture bidirezionali a due assi lunghe 7 metri, dotate di 16 posti a sedere realizzati mediante sedili foderati di velluto, cui si aggiungevano ulteriori 20 posti in piedi sulle due piattaforme di estremità; la massa di ciascuna vettura era di 12 tonnellate. Le stesse erano dotate di due motori di trazione da 22 kW ciascuno che consentivano una velocità massima di 18 km/h.
In seguito alle positive esperienze svolte con la vettura del tipo Edison GE 58 immatricolata come n. 5 e usata dall'ATM di Milano, in occasione dell'entrata in servizio del prolungamento su Santa Teresa furono acquistate ulteriori 5 vetture di tipo analogo, giunte a Pavia il 10 maggio 1930 utilizzando i binari della tranvia Milano-Pavia e immesse nella rete urbana grazie alla posa di un binario provvisorio. Le stesse adottavano la nuova livrea verde, come da decreto ministeriale del 1928, in luogo di quella gialla che contraddistingueva le precedenti.
Nel 1934 il parco tranviario delle Aziende Municipalizzate di Pavia era composto da 12 vetture.